# Министр иностранных дел Нидерландов
Министр иностранных дел Нидерландов (нидерл. Nederlandse minister van Buitenlandse Zaken) — министерский пост в Совете министров Нидерландов, который отвечает за внешнюю политику страны. Глава министерства иностранных дел Нидерландов. С 1798 по 1801 год пост назывался агент иностранных дел Исполнительного правительства (нидерл. Agent van Buitenlandse Zaken van Uitvoerend Bewind). С 1801 по 1806 год пост назывался государственный секретарь иностранных дел правительства (нидерл. Secretaris van staat van Buitenlandse Zaken van Staatsbewind). Министры иностранных дел (нидерл. ministers van Buitenlandse Zaken) с 1810.

## Министры иностранных дел Нидерландов1798—1848

### Агенты иностранных дел Исполнительного правительства1798—1801
- Виллем Беренд Буйс — (9 марта 1798 — 25 июня 1798);
- Исаак Ян Александр Гогель[1] — (7 апреля — 2 октября 1798), (по причине заграничной миссии Буйса);
- барон Мартен ван дер Гус ван Дирксланд — (8 октября 1798 — 1 декабря 1801).

### Государственные Секретари по иностранным делам правительства1801—1806
- барон Мартен ван дер Гус ван Дирксланд — (1 декабря 1801 — 16 июня 1806).

### Министры иностранных дел прикороле ГолландииЛюдовике Бонапарте1806—1810
- барон Мартен ван дер Гус ван Дирксланд — (16 июня 1806 — 8 января 1808);
- барон Виллем Фредерик Рёель — (8 января 1808 — 15 июля 1810);
- барон Йохан Хендрик Моллерус[1] — (27 ноября 1809 — 3 марта 1810), (по причине заграничной поездки министра Рюлля);
- Паулус ван дер Хейм[1] — (20 июня 1810 — 15 июля 1810), (по причине заграничной поездки министра Рюлля).

### Министры иностранных дел при суверене-князеВиллеме I
- граф Гейсберт Карел ван Хогендорп — (7 декабря 1813 — 6 апреля 1814);
- барон Анне Виллем Карл ван Нагель ван Ампсен — (6 апреля 1814 — 16 марта 1815).

### Министры иностранных дел при короле НидерландовВиллеме I
- барон Анне Виллем Карл ван Нагель ван Ампсен — 16 марта 1815 — 16 мая 1824);
- риддер Иоганн Готтхард Рейнгольд[1] — 1 января — 16 мая 1824);
- граф Виллем Фредерик ван Риде — (16 мая 1824 — 24 июня 1825);
- риддер Патрик Клод Гислан де Конинк — (23 июня — 1 декабря 1825);
- барон Йохан Гийсберт Верстольк ван Зелен — (1 декабря 1825 — 8 октября 1840);

### Министры иностранных дел при короле НидерландовВиллеме II
- барон Йохан Гийсберт Верстолк ван Зулен — (7 октября 1840 — 13 сентября 1841);
- барон Хуго ван Зёйлен ван Нейевелт[1] — (13 сентября — 6 октября 1841);
- барон Ян Виллем Хуйссен ван Каттендийке — (6 октября 1841 — 21 сентября 1843);
- барон Виллем Анне Схиммелпеннинк ван дер Ойе[1] — (21 сентября — 15 октября 1843);
- Жаме Альбер Анри де ла Саррас — (15 октября 1843 — 1 января 1848);
- граф Лодевийк Наполеон ван Рандвийк — (1 января — 25 марта 1848);

## Министры иностранных дел Нидерландов с1848
- Геррит Схиммелпеннинк — (25 марта — 17 мая 1848);
- барон Арнольд Адольф Бентинк ван Нийенхус — (17 мая — 21 ноября 1848);
- Леонардус Антониус Литтенвелт — (21 ноября 1848 — 1 ноября 1849);
- Херман ван Сонсбек — (1 ноября 1849 — 16 октября 1852);
- Якоб Ван Зёйлен ван Нейевелт — (16 октября 1852 — 19 апреля 1853);
- Флорис Адриан ван Халл — (19 апреля 1853 — 1 июля 1856);
- Даниэль Теодор Гервес ван Эндегест — (1 июля 1856 — 18 марта 1858);
- барон Ян Карел ван Гольштейн — (18 марта 1858 — 23 февраля 1860);
- Флорис Адриан ван Халл[1] — (23 февраля — 4 апреля 1860);
- граф Юлиус ван Зёйлен ван Нейевелт — (8 марта 1860 — 14 января 1861);
- барон Луи Наполеон ван дер Гус ван Дирксланд — (14 января — 14 марта 1861);
- Якоб Ван Зёйлен ван Нейевелт — (14 марта — 10 ноября 1861);
- Мартин Стренс[1] — (10 ноября 1861 — 31 января 1862);
- барон Антуан Лукас Стратенус[1] — (1 февраля — 13 марта 1862);
- Поль Терезе ван дер Масен де Сомбреф — (12 марта 1862 — 2 января 1864);
- Виллем Хуссен ван Каттендейке[1] — (2 января — 15 марта 1864);
- Эппо Кремерс — (15 марта 1864 — 1 июня 1866);
- граф Юлиус ван Зёйлен ван Нейевелт — (1 июня 1866 — 4 июня 1868);
- Йоханнес Йосефус ван Мулкен[1] — (4 — 8 июня 1868);
- Теодорус Маринус Руст ван Лимбург — (8 июня — 12 декабря 1870);
- Йоханнес Йосефус ван Мулкен[1] — (12 декабря 1870 — 4 января 1871);
- барон Луи Герике ван Хервейнен — (4 января 1871 — 27 августа 1874);
- Йозеф ван дер Дус де Виллебос — (27 августа 1874 — 3 ноября 1877);
- барон Виллем ван Геккерен ван Келл — (3 ноября 1877 — 20 августа 1879);
- граф Константийн Теодор ван Лейнден ван Санденбург — (20 августа 1879 — 15 сентября 1881);
- Виллем Фредерик Рохуссен — (15 сентября 1881 — 23 апреля 1883);
- Йозеф ван дер Дус де Виллебос — (23 апреля 1883 — 1 ноября 1885);
- барон Марк Виллем дю Тур ван Беллинхаве[1] — (10 августа — 1 ноября 1885);
- Абрахам ван Карнебек — (1 ноября 1885 — 21 апреля 1888);
- Корнелис Хартсен — (21 апреля 1888 — 21 августа 1891);
- Гейсберт ван Тинховен — (21 августа 1891 — 21 марта 1894);
- Йоханнес Кунрад Янсен — (21 марта — 8 мая 1894);
- Йоан Рёэлль — (8 мая 1894 — 27 июля 1897);
- Виллем Хендрик де Бофорт — (27 июля 1897 — 1 августа 1901);
- барон Роберт Мелвил ван Лейнден — (1 августа 1901 — 9 марта 1905);
- Абрахам Георг Эллис[1] — (9 марта — 22 апреля 1905);
- Виллем Маркус ван Веде ван Беренкамп — (22 апреля — 7 августа 1905);
- Абрахам Георг Эллис[1] — (7 — 16 августа 1905);
- Дирк Арнольд Виллем ван Тетс ван Гадриан — (17 августа 1905 — 12 февраля 1908);
- Ренеке де Марес ван Свиндерен — (12 февраля 1908 — 29 августа 1913);
- Питер Корт ван дер Линден — (29 августа — 27 сентября 1913);
- Джон Лаудон — (27 сентября 1913 — 9 сентября 1918);
- Херман Адриан ван Карнебек — (9 сентября 1918 — 1 апреля 1927);
- Франс Белертс ван Блокланд — (1 апреля 1927 — 20 апреля 1933);
- Шарль Рёйс де Беренбраук[1] — (20 апреля — 26 мая 1933);
- Андрис Корнелис Дирк де Графф — (26 мая 1933 — 24 июня 1937);
- Хендрик Колейн[1] — (24 июня — 1 октября 1937);
- Якоб Патейн — (1 октября 1937 — 10 августа 1939);
- Элько ван Клеффенс — (10 августа 1939 — 1 марта 1946);
- Ян Херман ван Ройен — (1 марта — 3 июля 1946);
- барон Пим ван Бутзелар ван Оостехурт — (3 июля 1946 — 7 августа 1948);
- Дирк Уипко Стиккер — (7 августа 1948 — 2 сентября 1952);
- Ян Виллем Бейен — (2 сентября 1952 — 13 октября 1956);
- Йозеф Лунс — (13 октября 1956 — 6 июля 1971);
- Норберт Шмельцер — (6 июля 1971 — 11 мая 1973);
- Макс ван дер Стул — (11 мая 1973 — 19 декабря 1977);
- Крис ван дер Клау — (19 декабря 1977 — 11 сентября 1981);
- Макс ван дер Стул — (11 сентября 1981 — 29 мая 1982);
- Дрис ван Агт — (29 мая — 4 ноября 1982);
- Ханс ван дер Брук — (4 ноября 1982 — 2 января 1993);
- Питер Коэйманс — (2 января 1993 — 22 августа 1994);
- Ханс ван Мирло — (22 августа 1994 — 3 августа 1998);
- Йозиас ван Аартсен — (3 августа 1998 — 22 июля 2002);
- Яап де Хооп Схеффер — (22 июля 2002 — 3 декабря 2003);
- Бен Бот — (3 декабря 2003 — 22 февраля 2007);
- Максим Верхаген — (22 февраля 2007 — 14 октября 2010);
- Ури Розенталь — (14 октября 2010 — 4 ноября 2012);
- Франс Тиммерманс — (4 ноября 2012 — 17 октября 2014);
- Берт Кендерс[англ.] — (17 октября 2014 — 26 октября 2017);
- Халбе Зейлстра — (26 октября 2017 — 13 февраля 2018);
- Сигрид Кааг — (13 февраля — 7 марта 2018);
- Стеф Блок[англ.] — (7 марта 2018 — 25 мая 2021);
- Сигрид Кааг — (25 мая — 17 сентября 2021);
- Том де Брюйн[англ.] — (17 сентября — 24 сентября 2021);
- Бен Кнапен[англ.] — (24 сентября 2021 — 10 января 2022);
- Вопке Хукстра — (10 января 2022 — 1 сентября 2023);
- Лисье Схрейнемахер[1] (1 — 5 сентября 2023);
- Ханке Брюинс Слот (5 сентября 2023 — 2 июля 2024);
- Каспар Вельдкамп[англ.] (2 июля 2024 — н. в.).